# ۱۱۵۸ (قمری)
۱۱۵۸ (قمری)، هزار و صد و پنجاه و هشتمین سال در گاهشماری هجری قمری است. اول محرم این سال برابر با سوم فوریه سال ۱۷۴۵ میلادی است.